# Tamassint
Tamassint (arabiska: تمسينت) är en ort i Marocko, som i folkräkningen räknas som stad i landskommunen Imrabten. Den ligger i provinsen Al Hoceïma och regionen Tanger-Tétouan-Al Hoceïma, 290 km öster om huvudstaden Rabat. Antalet invånare var 1 831 vid folkräkningen 2014.